# Koclířov
Koclířov är en ort i Tjeckien.   Den ligger i regionen Pardubice, i den östra delen av landet, 160 km öster om huvudstaden Prag. Koclířov ligger 505 meter över havet och antalet invånare är 670.
Terrängen runt Koclířov är platt åt sydväst, men åt nordost är den kuperad. Runt Koclířov är det ganska tätbefolkat, med 78 invånare per kvadratkilometer. Närmaste större samhälle är Svitavy, 5,3 km väster om Koclířov. Trakten runt Koclířov består till största delen av jordbruksmark.